# Tetranchyroderma hirtum
Tetranchyroderma hirtum är en djurart som tillhör fylumet bukhårsdjur, och som beskrevs av Luporini, Magagnini och Ezio Tongiorgi 1970. Tetranchyroderma hirtum ingår i släktet Tetranchyroderma och familjen Thaumastodermatidae. Inga underarter finns listade i Catalogue of Life.